# مركز سيمون فيزنتال
مركز سيمون فيزنتال هو منظمة يهودية لحقوق الإنسان تأسست عام 1977 من قبل الحاخام مارفين هير.  يشتهر المركز ببحوث وإحياء ذكرى الهولوكوست، وملاحقة مجرمي الحرب النازيين، ومكافحة معاداة السامية، وتعليم التسامح، والدفاع عن إسرائيل.